# Chüealphorn
Il Chüealphorn (3 078 m s.l.m.) è una montagna delle Alpi dell'Albula nelle Alpi Retiche occidentali. Si trova in Svizzera (Canton Grigioni).

## Descrizione
La montagna è collocata a sud di Davos e costituisce la vetta più elevata della cresta di montagna che separa la Valle di Sertig (a occidente) dalla Val Dischma (a oriente).